# Бейн, Дэвид
Дэ́вид Бейн (англ. David Bain; 5 августа 1900 — 22 февраля 1956) — шотландский футболист, нападающий.

## Клубная карьера
Родился в Ратерглене, Ланаркшир, Шотландия. Начал карьеру в местном клубе «Ратерглен Гленкерн». В мае 1922 года перешёл в английский клубе «Манчестер Юнайтед». До этого он несколько раз проходил просмотр в «Манчестер Юнайтед», но в итоге возвращался в Шотландию. Однако весной 1922 года главный тренер английской команды Джон Чепмен всё же предложил ему профессиональный контракт. В основном составе «Юнайтед» Бейн дебютировал 14 октября 1922 года в матче Второго дивизиона против клуба «Порт Вейл» на позиции правого инсайда. Свой следующий матч в основном составе провёл только 14 апреля 1923 года в матче против «Саутгемптона». 14 апреля 1923 года забил свой первый гол за «Манчестер Юнайтед» в матче против «Лестер Сити». Всего в сезоне 1922/23 провёл 4 матча и забил 1 гол.
В сезоне 1923/24 провёл 19 матчей и забил 8 мячей, в том числе «дубль» в ворота «Олдем Атлетик» 13 октября и хет-трик в ворота «Порт Вейл» 22 декабря 1923 года. В феврале провёл свой последний матч за команду (против «Блэкпула»), после чего был продан в «Эвертон». В общей сложности провёл за «Манчестер Юнайтед» 23 матча и забил 9 мячей.
«Эвертон» заплатил «Манчестер Юнайтед» за Бейна 1000 фунтов, а также 10 фунтов лично Бейну. В составе мерсисайдского клуба он получал 6 фунтов в неделю и ещё 1 фунт за каждый матч в основном составе. Бейн провёл за «Эвертон» в Первом дивизионе 38 матчей и забил 3 мяча. В общей сложности провёл за клуб 43 матча.
В марте 1928 года перешёл в клуб Второго дивизиона «Бристоль Сити», где провёл два полных сезона. За основной состав клуба сыграл 52 матча и забил 2 мяча.
С 1930 по 1932 год выступал за «Галифакс Таун» в Третьем северном дивизионе. С 1932 по 1934 год играл за другой клуб Третьего северного дивизиона «Рочдейл».

## Личная жизнь
Старший брат Дэвида, Джимми, также был профессиональным футболистом и играл за «Манчестер Юнайтед».

## Статистика выступлений
| Клуб              | Сезон            | Лига | Лига | Кубок Англии | Кубок Англии | Итого | Итого |
| Клуб              | Сезон            | Игры | Голы | Игры         | Голы         | Игры  | Голы  |
| ----------------- | ---------------- | ---- | ---- | ------------ | ------------ | ----- | ----- |
| Манчестер Юнайтед | 1922/23          | 4    | 1    | 0            | 0            | 4     | 1     |
| Манчестер Юнайтед | 1923/24          | 18   | 8    | 1            | 0            | 19    | 8     |
| Манчестер Юнайтед | Итого            | 22   | 9    | 1            | 0            | 23    | 9     |
| Эвертон           | 1924/25          | 3    | 0    | 1            | 0            | 4     | 0     |
| Эвертон           | 1925/26          | 23   | 0    | 2            | 0            | 25    | 0     |
| Эвертон           | 1926/27          | 10   | 3    | 2            | 0            | 12    | 3     |
| Эвертон           | 1927/28          | 2    | 0    | 0            | 0            | 2     | 0     |
| Эвертон           | Итого            | 38   | 3    | 5            | 0            | 43    | 3     |
| Бристоль Сити     | 1928/29          | 17   | 1    | 1            | 0            | 18    | 1     |
| Бристоль Сити     | 1929/30          | 33   | 1    | 1            | 0            | 34    | 1     |
| Бристоль Сити     | Итого            | 50   | 2    | 2            | 0            | 52    | 2     |
| Галифакс Таун     | 1930/31          | 40   | 4    | 3            | 0            | 43    | 4     |
| Галифакс Таун     | 1931/32          | 20   | 1    | 2            | 0            | 22    | 1     |
| Галифакс Таун     | Итого            | 60   | 5    | 5            | 0            | 65    | 5     |
| Рочдейл           | 1932/33          | 20   | 5    | 1            | 0            | 21    | 5     |
| Рочдейл           | 1933/34          | 32   | 0    | 1            | 0            | 33    | 0     |
| Рочдейл           | Итого            | 52   | 5    | 2            | 0            | 54    | 5     |
| Всего за карьеру  | Всего за карьеру | 222  | 24   | 15           | 0            | 237   | 24    |